# Chadra
Pour les articles homonymes, voir Chadra (Liban).
Chadra, Chedra ou Cheddra est le Chef lieu du Département du Bahr el Gazel Ouest. Il est situé à 174 km au nord-est de N'Djaména. En 2009, la population de Chadra était de 54 072 habitants, dont 27 656 hommes et 26 416 femmes.